# Neurocysticercose
 Mise en garde médicale
La neurocysticercose est une forme de maladie parasitaire, la cysticercose, dans laquelle des kystes se développent dans le système nerveux.
Les symptômes peuvent inclure des convulsions, des maux de tête, une augmentation de la pression intracrânienne et d'autres problèmes neurologiques, bien que beaucoup présentent peu ou pas de symptômes. C'est une cause fréquente d'épilepsie dans le monde, représentant environ un tiers des cas où l'infection est courante.

## Cause
La neurocysticercose est causée par l’ingestion d’œufs présents dans les selles d’humains porteurs du ténia Taenia solium. Les facteurs de risque incluent le fait de vivre avec une personne atteinte du ténia. Les personnes sont infectées par le ténia en mangeant du porc infecté insuffisamment cuit.

## Diagnostic
Le diagnostic de neurocysticercose se fait par imagerie médicale, (IRM ou tomodensitométrie) et complétée par des sérologies. La maladie peut ressembler à presque tous les problèmes neurologiques.

## Traitement
Un médicament antiparasitaire (albendazole ou praziquantel) associé à des corticostéroïdes peut être recommandé chez les personnes qui ont des kystes vivants dans le tissu cérébral et qui provoquent des symptômes,. Des médicaments anti-épileptiques sont également souvent utilisés. Dans certains cas, une intervention chirurgicale peut être nécessaire.
La prévention comprend la vaccination des porcs, la prévention de leur exposition aux excréments humains et le traitement des humains atteints de taeniasis.

## Épidémiologie
La neurocysticercose touche entre 2,5 et 8,3 millions de personnes. Elle se manifeste le plus souvent en Amérique latine, en Asie du Sud-Est, et en Afrique subsaharienne. Elle est particulièrement fréquente dans les zones rurales dépourvues d’infrastructures sanitaires adéquates. Le risque de décès est plus élevé pour les maladies extraparenchymateuses que pour les maladies parenchymateuses.

## Personnalités atteintes de neurocysticercose
- Robert Kennedy Jr., ministre américain de la santé du second mandat de Donald Trump[4].